# Erminia (personaggio)
Erminia è un personaggio femminile della Gerusalemme liberata di Torquato Tasso.
Figlia del re Cassano di Antiochia, perde padre e patria quando la sua città viene conquistata dai Crociati. Preda, tra molte altre, del vincitore di suo padre, il principe Tancredi, che tuttavia la onora e la protegge, Erminia finisce per innamorarsi del cortese conquistatore, tanto che la prigionia le è ben più diletta della libertà che alla fine le viene donata (VI, 56-57). La principessa è così obbligata, non senza molto ben celato dolore, a lasciare il campo cristiano e a cercare rifugio insieme all'anziana madre, a Gerusalemme, città alleata (VI, 59).
Tra le mura della città, patita dopo poco anche la perdita della madre, Erminia si strugge per amore di Tancredi, continua a vagheggiare la sua dolce prigionia, a maledire l'amara libertà e a sognare il ritorno dell'amato, finché un giorno, i cristiani giungono alle porte della città, destando i timori della popolazione e risvegliando la sua tacita speranza. Alla vigilia dell'attacco mentre fremono i preparativi per la difesa, il re Aladino, la vuole accanto a sé sulle mura, perché lo aiuti a riconoscere i vari eroi cristiani a lei bene noti a causa della sua prigionia (III, 12, 17). Non senza molti sospiri e mal celate lacrime Erminia nomina e descrive i principali eroi cristiani, tra cui naturalmente Tancredi, celando sotto il manto de l'odio altro desio (III 19-20; 37-40; 58-63).
Ogni volta che si trova sola, Erminia si rifugia sulla torre e qui piange e sospira; da qui osserva anche il combattimento tra Argante e Tancredi tormentandosi per la sorte dell'amato (VI, 62-63).
Nelle notti successive l'immagine del principe lacero e ferito la tormenta nei suoi incubi (VI, 65) e il desiderio di curare le sue ferite con le arti mediche apprese dalla madre, non la abbandona mai di giorno (VI, 67-68); così come l'amara consapevolezza che, rimanendo in città, sarà invece obbligata a prestare il suo aiuto ad Argante, mettendo in ulteriore pericolo il suo amato che langue ferito nel campo cristiano.
L'animo della fanciulla è lacerato dal dubbio; la disperazione le fa pensare di somministrare erbe velenose ad Argante, ma la sua coscienza la porta a rifiutare tale proposito (VI, 68); il desiderio di raggiungere l'amato le fa meditare la fuga ma il dovere di salvaguardare l'onore regale la trattiene (VI, 69).
Una vera e propria battaglia tra Onore e Amore si scatena dentro di lei; da una lato non avrebbe timore di avventurarsi fuori dal palazzo, avendo già visto guerre e stragi, l'Amore poi le fornisce tutta la forza necessaria all'impresa, dall'altra però il dovere di conservare la sua virtù, preservata perfino durante la prigionia e il pericolo della fama di impudica le impediscono di realizzare i suoi propositi. Ma la speranza nell'amore di Tancredi quale ricompensa delle sue cure, il vagheggiamento della realizzazione dei suoi sogni, la spingono infine prevalgono (VI, 69-78).
Indossate le armi di Clorinda, sottratte dalla sua stanza mentre la guerriera si trova in concilio di guerra, con uno scudiero ed un'ancella si reca al campo cristiano (VI, 86-92).
Appena giunta però, uno dei guerrieri, Poliferno, credendola la vera Clorinda, la attacca per vendicare la morte del padre ucciso dalla guerriera (VI, 108) facendola fuggire in preda al terrore (VI, 101).
Frattanto Tancredi al quale era stato annunciato l'arrivo della donna che lui ama, insegue la non vera Clorinda, cadendo poi prigioniero nel castello di Armida.
Dopo una notte e un intero giorno di fuga, Erminia giunge sulle rive del Giordano (VII 1-5) si rifugia poi tra i pastori (VII, 14-22) presso i quali resta per qualche tempo, per poi essere rapita da un gruppo di soldati egiziani (XIX, 99) che la portano al campo dell'esercito musulmano.
Qui, alla vigilia della battaglia decisiva tra esercito Crociato e Musulmano, incontra Valfrino, inviato come spia da Goffredo, e, dopo avergli narrato la sua storia, lo prega di riportarla al campo crociato da Tancredi (XIX, 80).
Lungo la strada però, i due incontrano lo stesso Tancredi gravemente ferito dopo lo scontro decisivo con Argante; Erminia lo cura strappandolo alla morte (XIX 103-114), lui la riconosce e la ringrazia, ma in seguito al rientro del principe tra i suoi, di lei non si hanno più notizie.